# ادین اسپرچو
ادین اسپرچو (انگلیسی: Edin Sprečo; ۱۹ آوریل ۱۹۴۷ – ۱۲ مهٔ ۲۰۲۰) بازیکن فوتبال اهل یوگسلاوی بود.
از باشگاه‌هایی که در آن بازی کرده‌است می‌توان به باشگاه فوتبال رن، باشگاه فوتبال ژلیزنیچار سارایوو، و باشگاه فوتبال ناک بردا اشاره کرد.
وی همچنین در تیم ملی فوتبال یوگسلاوی بازی کرده‌است.